# Cenografia para teatro
No teatro, um cenógrafo qualifica um palco com a disposição de objetos de maneira adequada para relacionar com a peça a ser representada. Existe uma área que trata da geração deste espaço que é a Arquitetura Cênica e a Cenografia.
A cenografia é parte essencial para uma peça,evento,ou página virtual.
Cenografia é sobretudo a concepção de espaço para a realização de um espetáculo teatral. Por meio da cenografia pode-se determinar época e local onde acontece a ação cênica, além disso a cenografia contribui para a definição do clima emocional do espetáculo induzindo o espectador a uma emoção que pode ser de alegria, tristeza, comédia, drama, etc.